# 佩尔基
佩尔基（法語：Perquie，法語發音：[pɛʁki]）是法国朗德省的一个市镇，属于蒙德马桑区。

## 地理
佩尔基（43°52'39"N, 0°17'2"W）面积26.34 平方千米，位于法国新阿基坦大区朗德省，该省份为法国西南部沿海省份，是法國本土面积第二大的省，北起吉倫特省，西临大西洋，南至大西洋比利牛斯省，东临热尔省，东北与洛特-加龍省接壤。
与佩尔基接壤的市镇（或旧市镇、城区）包括：蒙吉耶姆、阿尔泰达尔马尼亚克、布尔达拉、翁唐克斯、蒙泰居、皮若-勒普朗、圣然、马尔桑新城。

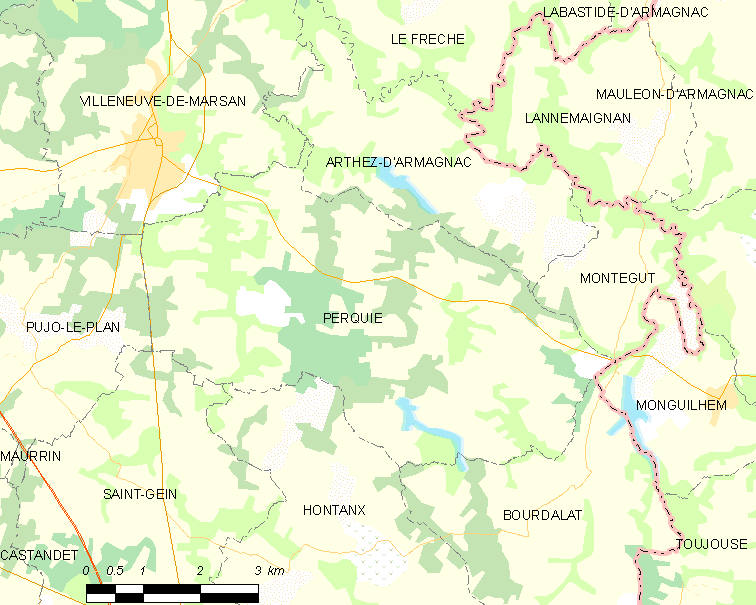
佩尔基的OSM定位图

佩尔基的时区为UTC+01:00、UTC+02:00（夏令时）。

## 行政
佩尔基的邮政编码为40190，INSEE市镇编码为40221。

## 政治
佩尔基所属的省级选区为阿杜尔-阿马尼亚克县。

## 人口

1962-2008年间佩尔基人口变化图示

佩尔基于2022年1月1日时的人口数量为342人。